# Емільяново (гміна Суш)
Емільяново (пол. Emilianowo, нім. Emilienhof) — село в Польщі, у гміні Суш Ілавського повіту Вармінсько-Мазурського воєводства.
Населення — 216 осіб (2011).
У 1975-1998 роках село належало до Ельблонзького воєводства.

## Демографія
Демографічна структура станом на 31 березня 2011 року:
|          | Загалом | Допрацездатний вік | Працездатний вік | Постпрацездатний вік |
| -------- | ------- | ------------------ | ---------------- | -------------------- |
| Чоловіки | 94      | 19                 | 66               | 9                    |
| Жінки    | 122     | 37                 | 68               | 17                   |
| Разом    | 216     | 56                 | 134              | 26                   |